# Areas latifascia
Areas latifascia är en fjärilsart som beskrevs av Rothschild 1933. Areas latifascia ingår i släktet Areas och familjen björnspinnare. Inga underarter finns listade i Catalogue of Life.